# إيفرتون أنطونيو بيريرا
إيفرتون أنطونيو بيريرا (بالبرتغالية: Everton Antônio Pereira‏) هو لاعب كرة قدم برازيلي في مركز الوسط، ولد في 15 نوفمبر 1979 في ساو جوزية دو ريو بريتو في البرازيل. لعب مع أتلتيكو باراناينسي ونادي تاركسيين راينباوز ونادي تافريا سيمفروبول ونادي فيلنيوس ونادي كورينثيانز وياغيلونيا بياويستوك.

## وصلات خارجية
- إيفرتون أنطونيو بيريرا على موقع قاعدة بيانات كرة القدم.إي يو (الإنجليزية)
- إيفرتون أنطونيو بيريرا على موقع Soccerway.com (الإنجليزية)